# Reșca, Olt
Reșca este un sat în comuna Dobrosloveni din județul Olt, Oltenia, România.
În satul Reșca se găsesc relicve ale orașului roman Romula sau Romula Malva, care s-a dezvoltat pe locul așezării dacice Malva și care a fost capitala Daciei Malvensis.
 Acest articol despre o localitate din județul Olt este deocamdată un ciot. Puteți ajuta Wikipedia prin completarea lui.

Sat de o frumusețe rară cu păduri verzi de foioase, străbătut de râul Cungrea și cu celebrul copac,Tecul de la Ionicesti.